# Pieny (rejon biełowski)
Pieny (ros. Пены) – wieś (ros. село, trb. sieło) w zachodniej Rosji, centrum administracyjne sielsowietu pieńskiego rejonu biełowskiego w obwodzie kurskim.

## Geografia
Wieś położona jest nad rzeką Piena (dopływ Psioła) i jej dopływem – Pienką, 14 km od centrum administracyjnego Biełaja i 76 km od Kurska.
Ulice wsi to:  Bazarnaja, Gora, Gorodok, Grińkowka, Dibrowa, Doniec, Drozdowka, Żurawlewka, Zagorodniewka, Zagriebla, Zajcy, Zarudka, Zujewka, Kirowa, Osniagi, Ponizowka, Popowka, Sipijowka, Sokołowa, Tumanowka.

## Demografia
W 2010 r. miejscowość zamieszkiwało 895 osób.

## Zabytki
- Cerkiew Wniebowstąpienia Pańskiego (1917)
- Cerkiew Objawienia Pańskiego (1878)[2]